# Storm Warning (2007)
Storm Warning is een Australische horrorfilm uit 2007 van regisseur Jamie Blanks.

## Verhaal
Rob and Pia zijn aan het zeilen als ze in een tropische regenstorm terechtkomen. Ze spoelen aan op een eiland en komen terecht bij een huisje, waarvan de sadistische bewoners niet van plan zijn hen te laten vertrekken. 

## Rolverdeling
- Nadia Farès als Pia
- Robert Taylor als Rob
- John Brumpton als Poppy
- David Lyons als Jimmy
- Mathew Wilkinson als Brett